# Stazione meteorologica di Tramonti di Sopra
La stazione meteorologica di Tramonti di Sopra è la stazione meteorologica di riferimento relativa alla località di Tramonti di Sopra.

## Coordinate geografiche
La stazione meteorologica si trova nell'area climatica dell'Italia nord-orientale, nel Friuli-Venezia Giulia, in provincia di Pordenone, nel comune di Tramonti di Sopra, a 411 metri s.l.m. e alle coordinate geografiche 46°18′N 12°48′E.

## Dati climatologici
In base alla media trentennale di riferimento 1961-1990, la temperatura media del mese più freddo, gennaio, si attesta a +0,8 °C, quella del mese più caldo, luglio, è di +18,9 °C
.
| Tramonti di Sopra  | Mesi | Mesi | Mesi | Mesi | Mesi | Mesi | Mesi | Mesi | Mesi | Mesi | Mesi | Mesi | Stagioni | Stagioni | Stagioni | Stagioni | Anno |
| Tramonti di Sopra  | Gen  | Feb  | Mar  | Apr  | Mag  | Giu  | Lug  | Ago  | Set  | Ott  | Nov  | Dic  | Inv      | Pri      | Est      | Aut      | Anno |
| ------------------ | ---- | ---- | ---- | ---- | ---- | ---- | ---- | ---- | ---- | ---- | ---- | ---- | -------- | -------- | -------- | -------- | ---- |
| T. max. media (°C) | 5,4  | 7,1  | 10,4 | 14,5 | 19,2 | 22,5 | 25,2 | 24,9 | 21,7 | 17,2 | 10,6 | 6,6  | 6,4      | 14,7     | 24,2     | 16,5     | 15,4 |
| T. min. media (°C) | −3,8 | −3,0 | 0,1  | 4,0  | 7,7  | 11,3 | 12,7 | 12,4 | 9,7  | 5,5  | 1,7  | −2,6 | −3,1     | 3,9      | 12,1     | 5,6      | 4,6  |